# Бајиле Дранчени (Васлуј)
Бајиле Дранчени (рум. Băile Drânceni) насеље је у Румунији у округу Васлуј. Oпштина се налази на надморској висини од 55 m.

## Становништво
Према подацима из 2002. године у насељу је живело 50 становника, од којих су сви румунске националности.